# Avenue des États-Unis (Thiers)
 (mars 2025).
Motif : où sont les sources secondaires centrées démontrant la notoriété du sujet ?
- Archive Wikiwix
- Bing
- Cairn
- DuckDuckGo
- E. Universalis
- Gallica
- Google
- G. Books
- G. News
- G. Scholar
- Persée
- Qwant
- (zh) Baidu
- (ru) Yandex
- (wd) trouver des œuvres sur Wikidata

| 1. | Préciser le motif de la pose du bandeau. | Précisez le motif de la pose du bandeau en utilisant la syntaxe suivante : {{admissibilité à vérifier\|date=mars 2025\|motif=remplacez ce texte par le motif}}                                      |
| 2. | Informer les utilisateurs concernés.     | Pensez à avertir le créateur de l'article, par exemple, en insérant le code ci-dessous sur sa page de discussion : {{subst:avertissement admissibilité à vérifier\|Avenue des États-Unis (Thiers)}} |

Pour les articles homonymes, voir Avenue des États-Unis.
L'avenue des États-Unis est une avenue située sur la commune de Thiers dans le département du Puy-de-Dôme en région Auvergne-Rhône-Alpes.

## Situation et accès
Elle est l'une des voies publiques les plus empruntées de la ville.

## Origine du nom
Elle porte le nom du pays transcontinental dont l'essentiel du territoire se situe en Amérique du Nord, les États-Unis d'Amérique.

## Historique
En 1824, l'avenue qui n'est pas encore appelée ainsi, est classée comme étant une Route nationale française. Elle portait au début, le numéro 89. Par la suite, elle sera également une portion de la Route nationale 106 tout en restant classée Route nationale 89. Lors de la construction de la rocade de Thiers, l'ancienne RN106 ne passera plus par la RN89.
C'est en 1918 que l'avenue prend le nom d'« avenue des États-Unis », avant elle s'appelait « avenue Guyot-Dessaigne ». Le surnom de la voie est « La Russie ». Bien que le nom de « Russie » ne soit pas officiel, il en est fait mention dans des états civils. Ce nom a été donné en opposition aux États-Unis et fait référence à la Guerre Froide qui opposait de 1947 à 1991 les États-Unis à l'URSS.

## Commerces et services
L'avenue compte trois garages automobiles, en raison de la forte fréquentation des automobilistes pour rejoindre la ville-haute et la ville-basse.

## Bâtiments remarquables

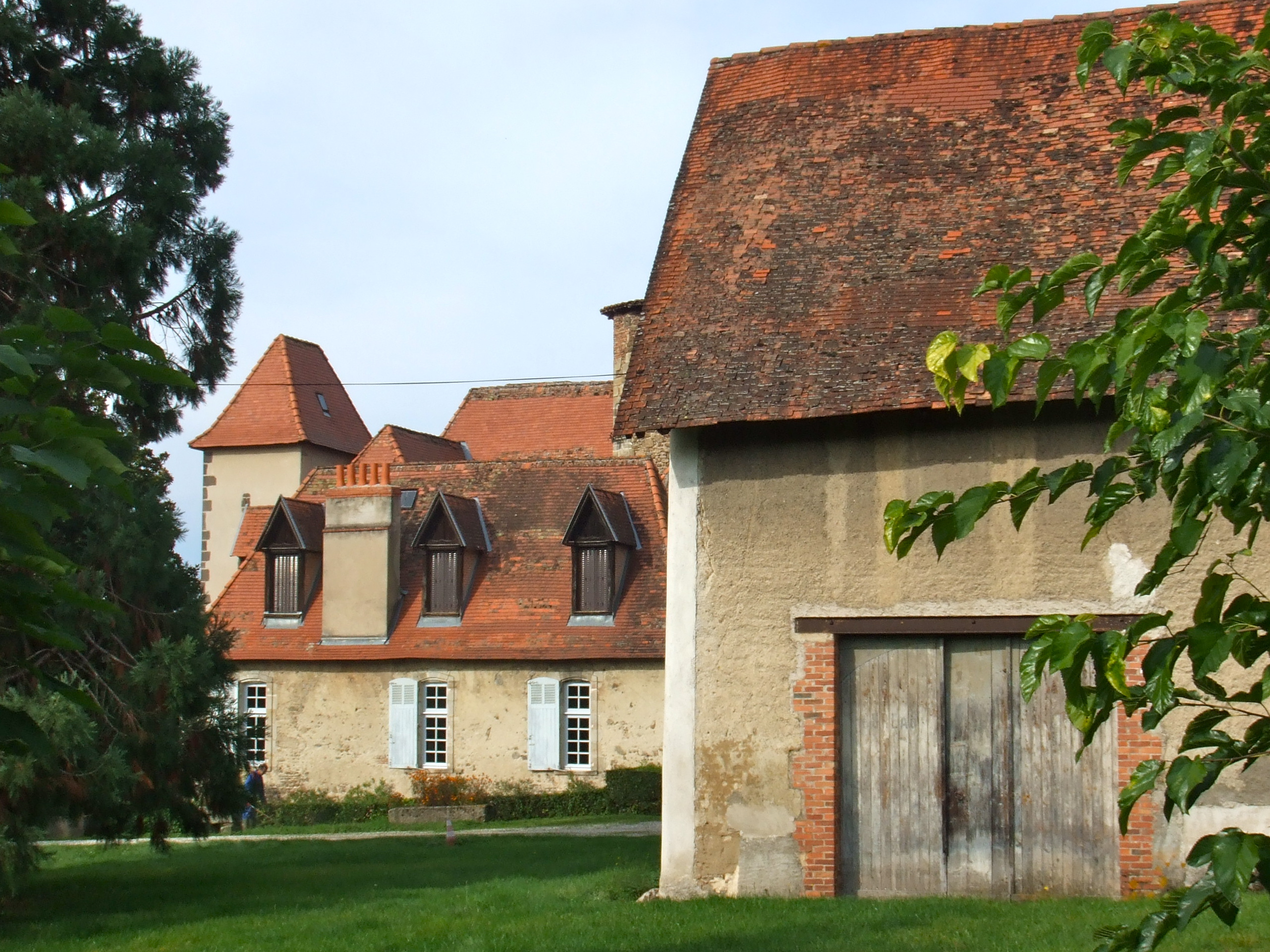
Le Château de Franc-Séjour.